# Тріуджо
Тріуджо (італ. Triuggio) — муніципалітет в Італії, у регіоні Ломбардія,  провінція Монца і Бріанца.
Тріуджо розташоване на відстані близько 500 км на північний захід від Рима, 24 км на північ від Мілана, 10 км на північ від Монци.
Населення — 8763 особи (2014).
Щорічний фестиваль відбувається 15 вересня. Покровитель — S. Antonino Martire.

## Демографія
Населення за роками:

Станом на 1 січня 2023 року в муніципалітеті офіційно проживало 512 іноземців з 48 країн, серед них 158 громадян країн Євросоюзу та 45 громадян України.

## Сусідні муніципалітети
- Альб'яте
- Безана-ін-Бріанца
- Карате-Бріанца
- Корреццана
- Лезмо
- Макеріо
- Совіко